# Arkane Studios
Arkane Studios est une société française de développement de jeux vidéo créée en France en 1999 dont le studio est établi à Lyon. L'entreprise se fait dans les années 2000 et 2010 un nom dans le genre des immersive sims, des jeux d'aventure à la narration particulièrement immersive. Elle est rachetée par l'éditeur américain ZeniMax Media en 2010, puis par la multinationale informatique Microsoft en 2022.
Le premier studio d'Arkane, fondé à Lyon en 1999, se fait connaître avec le jeu d'aventure Arx Fatalis (2002), qui lui vaut l'attention de l'industrie. Après diverses collaborations pour des studios externes, l'équipe lyonnaise s'illustre en particulier dans trois productions prenant place dans un même univers steampunk, qui deviendra la franchise Dishonored : les sorties du premier opus (2012), puis de Dishonored 2 (2016) et Dishonored : La Mort de l'Outsider (2017) sont à chaque fois des succès critiques, bien que leurs résultats commerciaux soient décevants. En 2021, le studio lyonnais s'écarte de cette licence en publiant Deathloop, jeu d'action-aventure qui remporte plusieurs récompenses dont des Game Awards et des Pégases.
En 2006, l'équipe de fondateurs ouvre un second studio aux États-Unis, à Austin, qui après avoir collaboré aux projets de l'équipe lyonnaise, développe en son nom propre le thriller dans une station spatiale Prey (2017) et le jeu de tir coopératif Redfall (2023). Si le premier est très bien reçu par la critique et semble confirmer la qualité de la marque Arkane à l'étranger, le second est un échec critique et commercial, dont la couverture médiatique révèle notamment une très importante rotation de l'emploi dans le studio texan et soulève des doutes sur la stratégie de Microsoft en tant qu'éditeur de jeux vidéo. Microsoft finit par annoncer la fermeture d'Arkane Austin en mai 2024, tandis qu'Arkane Lyon œuvre sur un jeu basé sur le super-héros Blade.

## Historique

### Studio à Lyon (depuis 1999)

#### Situation

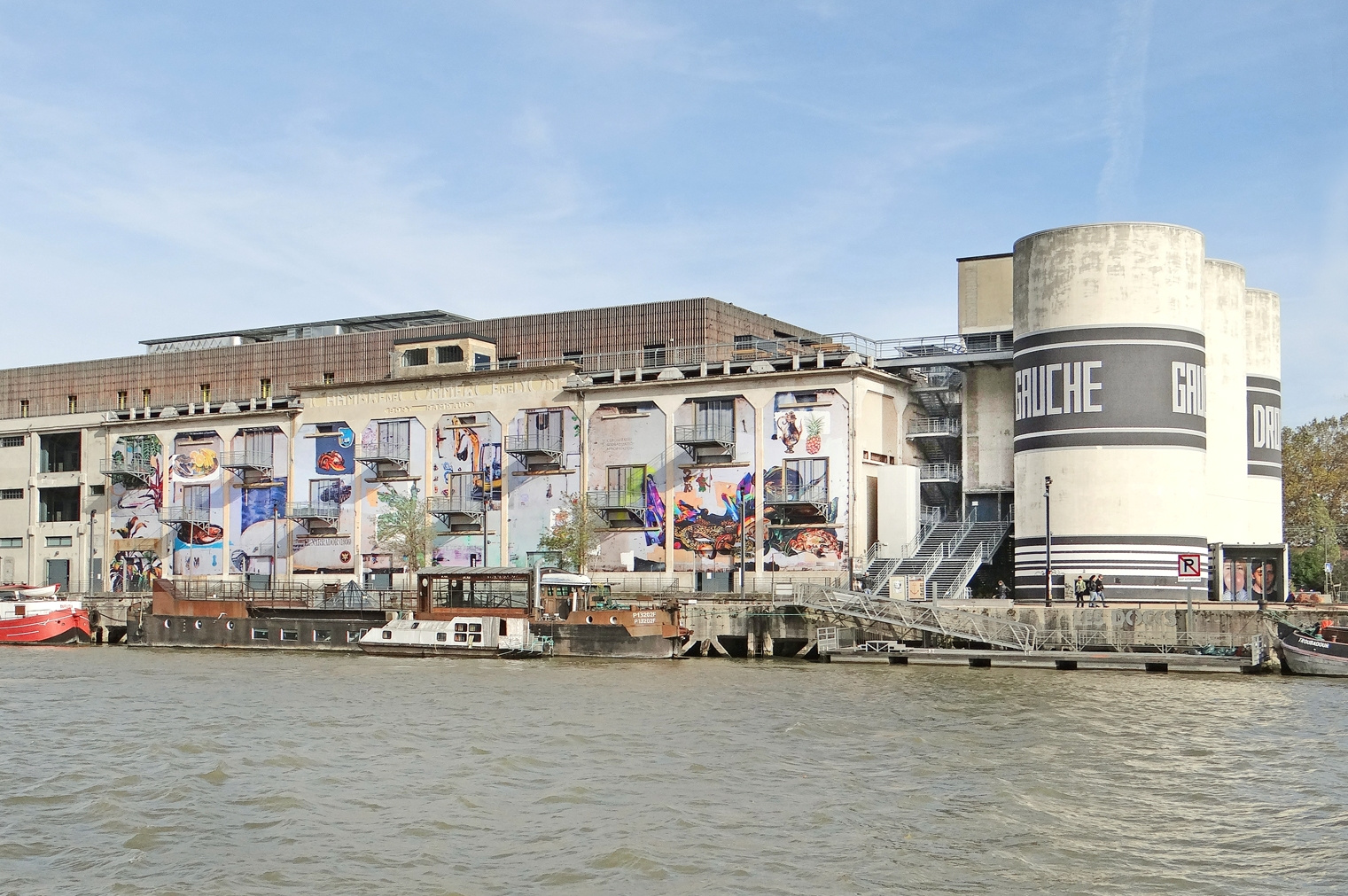
À partir des années 2010, le studio lyonnais occupe un étage d'une ancienne sucrière dans le quartier de la Confluence.

Le studio situé à Lyon, en France, est le premier fondé par Arkane. À ses débuts et dans les années 2000, il se situe dans le centre-ville, dans le quartier de la Part-Dieu. Après une période dans l'immeuble "le Nobel"  (Métro Garibaldi), les équipes changent de locaux en 2010 et s'installent dans le quartier de la Confluence, dans une ancienne sucrière où le studio occupe un étage entier. Dans cet aménagement en open space de 1200 mètres carrés, les équipes de développeurs sont réunies par discipline (artistes, programmeurs, etc.).

#### Débuts

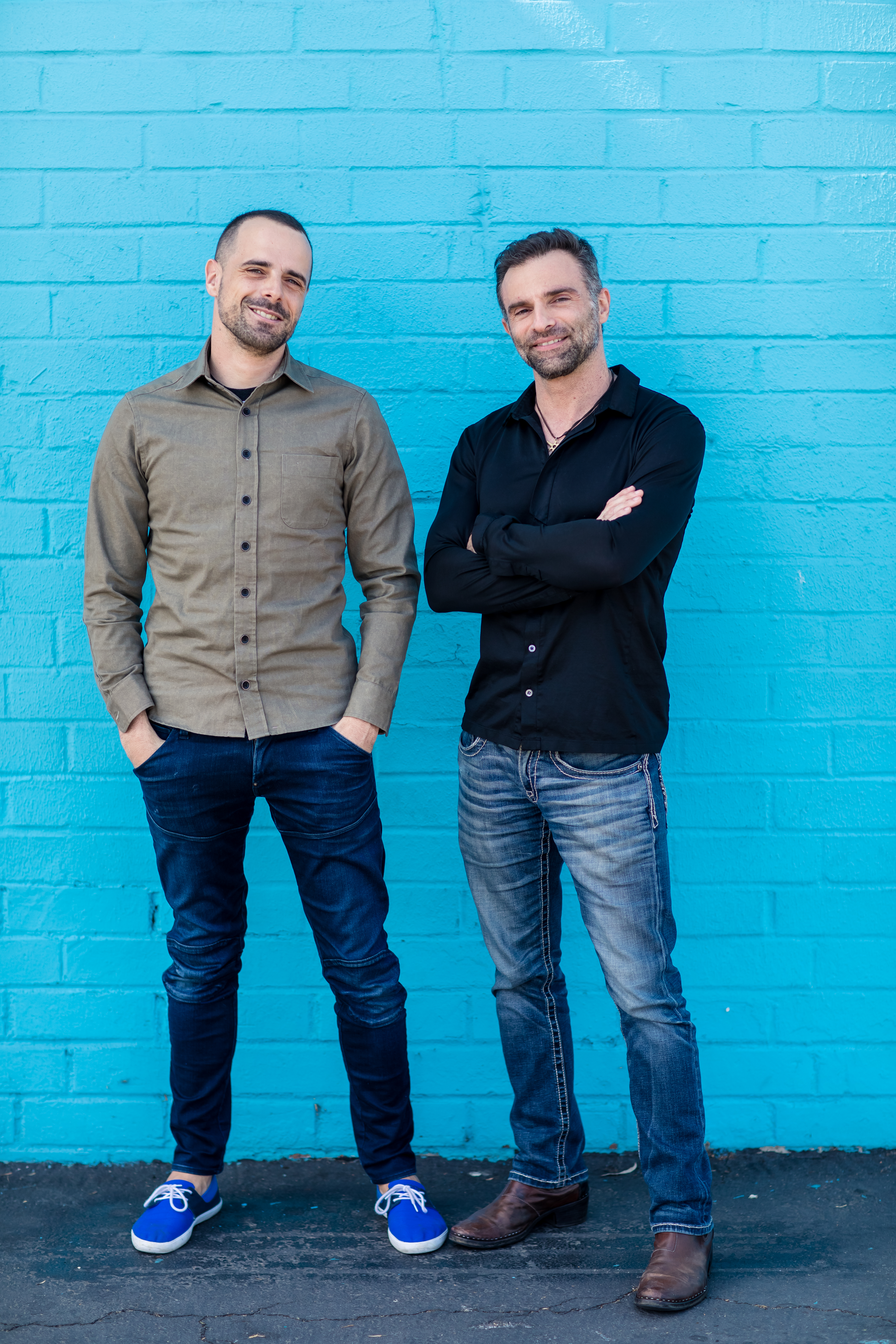
Raphaël Colantonio (à droite), fondateur d'Arkane et directeur de la plupart des jeux ; Julien Roby, producteur exécutif. Tous deux finissent par quitter Arkane puis fonder un studio indépendant en 2019, WolfEye.

Fondé en 1999, Arkane Studios ne compte alors que cinq ou six employés quand il se fait remarquer avec son premier jeu, Arx Fatalis, qui connait un bon succès à sa sortie en 2002 sur PC puis en 2003 sur Xbox. Son succès lui ouvre des portes et lui permet de signer avec l'éditeur Ubisoft pour son jeu suivant, Dark Messiah of Might and Magic, qui sort en 2005. Arkane dévoile son prochain projet, le jeu de tir à la première personne The Crossing, qui est par la suite finalement abandonné.

#### Projets externes et projets annulés
En novembre 2008, Arkane Lyon est en cours de collaboration avec l'éditeur américain Electronic Arts quand celui-ci leur annonce du jour au lendemain mettre fin à leur partenariat, à la suite de plans de licenciement et de réductions de projets. À l'époque, les effectifs de production du studio comptent entre 30 et 45 personnes.
Arkane travaille également avec plusieurs éditeurs en se joignant au développement d'autres jeux. Ainsi, en 2009, le studio participe au développement de contenu solo (animations, level design) pour le jeu BioShock 2, en renfort du studio principal 2K Marin.

#### FranchiseDishonored

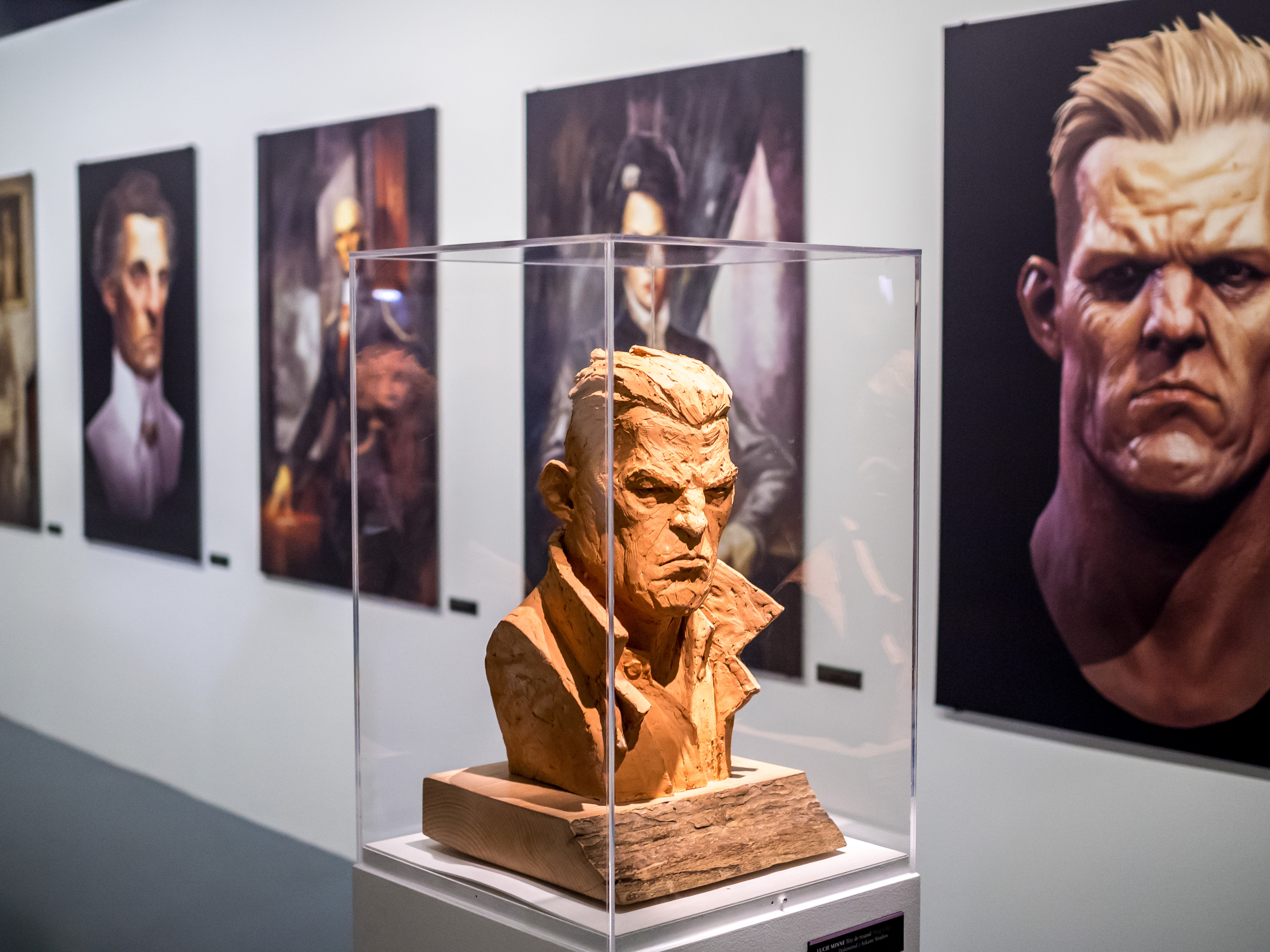
Exposition à la galerie parisienne Art Ludique d'un buste et de plusieurs portraits montrant la direction artistique adoptée pour les personnages de l'univers de Dishonored.

Les années 2010 marquent une période de très grand succès critique pour les productions d'Arkane, toutes concentrées autour d'un même univers qui va devenir une franchise, Dishonored. À l'époque de développement du premier jeu, le studio compte une soixantaine d'employés, qui croît à près du double lors du développement de Dishonored 2.
Le studio travaille à partir de 2009 sur Dishonored. Le jeu, édité par Bethesda Softworks, sort en 2012.
Le 14 juin 2015, le studio annonce, d'abord par erreur puis officiellement, le développement d'une suite à Dishonored sobrement intitulée Dishonored 2. Le jeu, présenté lors de la conférence de Bethesda Softworks durant l'E3 2015, se différencie du précédent en permettant au joueur d'incarner Corvo Attano, le protagoniste du premier opus, ou Emily Kaldwin, la fille de l'Impératrice du premier jeu.

#### Transition post-Dishonoredet développement d'un jeuBlade
En juin 2017, Raphaël Colantonio quitte Arkane, qu'il a fondé 18 ans auparavant, pour fonder Wolfeye Studios, avec Julien Roby, ancien producteur exécutif chez Arkane. Todd Vaughn de Bethesda prend par la suite le poste de Président. La même année, la société sort Dishonored : La Mort de l'Outsider.
Bethesda Softworks, l'éditeur des jeux développés par Arkane et par MachineGames, confie au studio lyonnais la tâche de venir en renfort au studio suédois sur Wolfenstein: Youngblood (2019). En parallèle, en juin 2017, alors qu'Arkane Lyon entame un tout nouveau projet qui va devenir Deathloop (2021), Dinga Bakaba en est nommé le réalisateur ainsi que le codirecteur créatif, une succession souhaitée par Colantonio.
En octobre 2021, le directeur du studio, Romuald Capron, annonce son départ après seize ans dans l'entreprise ; le mois suivant, Dinga Bakaba est promu pour le remplacer, tout en maintenant son rôle de directeur créatif sur Deathloop,,.
En décembre 2023, Dinga Bakaba révèle sur la scène des Game Awards que le studio lyonnais travaille depuis peu sur un jeu inspiré du comic book Blade. Un journaliste relève que l'annonce de ce choix de travailler sur une propriété intellectuelle pré-établie est en partie une déception, pour un studio réputé pour la qualité de ses œuvres originales, mais qu'il s'agit peut-être pour Arkane Lyon d'un moyen de limiter les risques financiers.

### Studio à Austin (2006-2024)

#### Situation
L'idée de s'étendre aux États-Unis est présente chez Raphaël Colantonio dès 2005, alors que le studio lyonnais comporte près de 25 employés affairés sur Dark Messiah of Might and Magic. Il s'installe quelques mois sur place avec un autre collègue, le temps de préparer l'ouverture de ce second studio, situé à Austin, en juillet 2006. Son intention est de recruter des talents locaux.

« Il y avait là-bas [à Austin] un rassemblement de studios historiques, qui avaient fait des jeux un peu mythiques, des références pour Arkane. Notamment des titres joués à la première personne, dans des univers très immersifs, où le monde réagit de façon très cohérente à vos actions. »

— Romuald Capron, directeur des opérations puis directeur d'Arkane Lyon entre 2005 et 2021
En 2022, en tant que studio appartenant au groupe ZeniMax Media, Arkane Austin fait partie des premiers studios américains à voir l'émergence d'une syndicalisation dans le cadre d'une entreprise de jeu vidéo, lorsque des employés chargés du test en assurance qualité rejoignent le syndicat Zenimax Workers United.
Le 7 mai 2024, le studio d'Austin est fermé par Microsoft en même temps que plusieurs autres studio de ZeniMax Media, ce qui résulte en la perte de 96 emplois.

#### Prey
Le 12 juin 2016, deux ans après l'annulation de Prey 2 par le studio Human Head Studios, Bethesda annonce un reboot de Prey par Arkane Austin dont c'est le premier jeu. Prey sort internationalement le 5 mai 2017.
La production est notamment marquée par un conflit au sujet du titre du jeu entre l'équipe dirigeante de Prey, et l'éditeur Bethesda. Ce dernier tient à nommer le jeu en développement Prey, malgré l'évidente proximité avec le jeu de tir du même nom sorti en 2006, et dont la suite attendue par de nombreux joueurs avait été annulée par Bethesda. L'éditeur américain impose cependant ce titre à Arkane, et d'après Colantonio, exige de lui qu'il soutienne en public qu'il approuve ce choix ; cet épisode aurait contribué quelque temps plus tard au départ du développeur de l'entreprise qu'il avait fondée.
Malgré un accueil critique unanimement positif, qui voit le jeu être considéré par certains comme le meilleur d'Arkane, les ventes sont décevantes. Des analystes estiment que la décision marketing autour du titre de Prey aurait affecté son résultat commercial, en s'aliénant une partie du public qui était fan du jeu du même nom sorti une décennie plus tôt.

#### Redfall

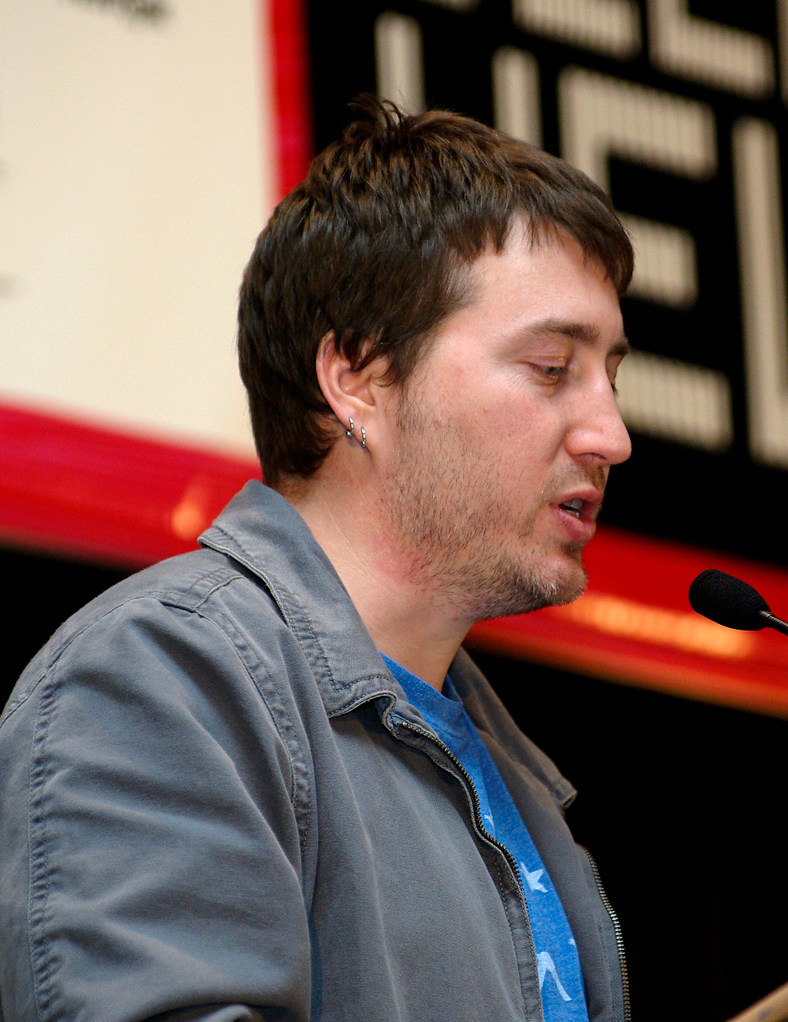
Harvey Smith (ici en 2007), co-directeur créatif chez Arkane, et directeur principal d'Arkane Austin, notamment sur Redfall.

Redfall se veut être un jeu de tir coopératif dans un monde de vampires sombre. Le développement du jeu est entamé en 2018. À l'époque, le groupe ZeniMax Media, alors propriétaire d'Arkane Austin, encourage tous ses studios à explorer la voie des jeux en tant que service, et notamment d'y incorporer des microtransactions. Après l'échec commercial de Prey l'année précédente, Arkane Austin reçoit le mandat de créer un jeu capable d'attirer un plus large public, et finit par s'établir sur le concept d'un jeu multijoueurs reposant sur la chasse aux vampires.
De nombreux problèmes viennent émailler la phase de développement du jeu. L'inadéquation apparente entre cette proposition multijoueurs et l'expérience d'Arkane, dont la réputation se fonde sur des jeux solo de type immersive sim, induit au sein de l'équipe de développeurs de la confusion que sa propre équipe de direction ne parvient pas à clarifier. L'équipe se révèle également trop restreinte : si une centaine de personnes avait suffi pour développer Prey, une aventure solo aux contours bien délimités, les jeux multijoueurs concurrents auxquels se réfèrent les développeurs sont capables de se reposer sur des équipes de plusieurs centaines personnes. Malgré l'appel à un autre studio de ZeniMax, RoundHouse, et à des partenaires externes, le manque de ressources se fait sentir.
Arkane Austin a par ailleurs du mal à recruter : étant basé au Texas, un état américain aux politiques conservatrices, il lui est difficile d'y attirer des développeurs plus modérés ou progressistes, d'autant que le salaire est bas pour l'industrie, et que ceux qui postulent chez Arkane le font en général pour y travailler sur des projets de type immersive sim, et non sur des expériences multijoueurs.
Le nouveau jeu d'Arkane Austin est finalement annoncé en juin 2021 à l'occasion de la conférence Xbox de l'E3 2021. À sa sortie en mai 2023, le titre se révèle être un échec critique et commercial. Une enquête du journaliste Jason Schreier révèle qu'entre la sortie de Prey et celle de Redfall, près de 70% des développeurs présents à l'époque de Prey ont quitté Arkane Austin, une rotation de l'emploi particulièrement forte.

#### L'aprèsRedfall: fermeture en 2024
Après l'échec de Redfall, l'équipe dirigeante de Microsoft déclare regretter de ne pas avoir fourni davantage de soutien interne à Arkane Austin quand elle a  fait l'acquisition du studio ; Matt Booty, qui supervise tous les studios sous l'égide de Microsoft, affirme notamment que l'éditeur ne prévoit pas de fermer le studio après les mauvais résultats de Redfall.
Pourtant, en mai 2024, un an après la sortie de Redfall, Microsoft annonce soudainement fermer le studio d'Arkane Austin dans le cadre d'une « re-priorisation de [ses] titres et de [ses] ressources ». Dans une communication ultérieure interne aux studios du groupe Zenimax, Matt Booty et la dirigeante de Zenimax Jill Braff laissent entendre que la fermeture de plusieurs studios était nécessaire pour pallier le manque de ressources au niveau de la direction, débordée par tant de projets à suivre et « sur le point de s'effondrer », et qu'Arkane Austin a été sélectionné avec d'autres parce que le studio faisait partie de ceux qui étaient alors en phase de proposition d'un nouveau projet de jeu, et sur le point de demander un budget supplémentaire pour recruter. Ce projet devait être un retour aux sources pour le studio, car les développeurs préparaient un pitch de jeu de type immersive sim, qui se serait possiblement inséré dans la franchise Dishonored,.
Les employés d'Arkane Austin, qui travaillaient alors sur l'ajout d'un mode hors-ligne prévu pour le même mois, et d'une mise à jour en vue d'Halloween incluant de nouveaux personnages, ne sont avertis de leur licenciement immédiat que par email. Microsoft assure alors que le jeu continuera d'être accessible en ligne.

### Rachats par ZeniMax Media puis Microsoft
En août 2010, après une décennie de fonctionnement en tant que studios indépendants, Arkane Lyon et Arkane Austin sont achetés par l'entreprise ZeniMax Media, maison-mère de l'éditeur Bethesda Softworks avec qui Arkane collabore alors sur un projet de jeu,. L'annonce en est faite lors de la QuakeCon, dont Bethesda est l'organisateur. Rétrospectivement, le fondateur Raphaël Colantonio estime cet achat avoir été très profitable à Arkane, en faisant bénéficier le studio d'une relation avec un éditeur qu'il juge plus attentif à l'avis des développeurs qu'à des considérations de marketing.

Logo des deux studios de 1999 à 2020.

Dix ans plus tard, en septembre 2020, Arkane change à nouveau de mains, tout en restant dans le giron de l'éditeur Bethesda : le groupe américain Microsoft annonce son intention de racheter ZeniMax Media et l'ensemble de ses studios, dont Arkane, pour 7,5 milliards de dollars. Après tractations et enquêtes des organismes de régulation de la concurrence, le rachat de ZeniMax Media et de ses studios par Microsoft et Xbox Game Studios est finalement officialisé le 9 mars 2021.
L'achat du catalogue de marques et des ressources des studios possédés par Zenimax permet à Microsoft de marquer un coup notable dans le marché du jeu vidéo, en alimentant en jeux prestigieux son offre du Game Pass et en tentant d'étouffer la concurrence. Dans le même temps, la multinationale américaine assure ne pas prévoir d'influencer le contenu éditorial de ses nouveaux studios, en laissant la main libre aux développeurs dont elle ambitionne de faciliter les recherches de financement. Le cas d'Arkane fait émerger une incongruité parmi les critères de l'acquisition : le rachat ne doit pas compromettre l'engagement déjà conclu avec Sony, rival de Microsoft, de livrer son prochain jeu, Deathloop, à la plateforme PlayStation 5 (PS5) en exclusivité temporaire ; à la sortie du jeu en septembre 2022, il est ainsi uniquement disponible sur PS5, pour une durée d'un an.

## Jeux développés
| Titre                                | Date de sortie | Plates-formes                                             |
| ------------------------------------ | -------------- | --------------------------------------------------------- |
| Arx Fatalis                          | 2002           | Windows, Xbox                                             |
| Dark Messiah of Might and Magic      | 2006           | Windows, Xbox 360                                         |
| The Crossing                         | -              | (annulé)                                                  |
| BioShock 2 (level design uniquement) | 2010           | Windows, OS X, PlayStation 3, Xbox 360                    |
| Dishonored                           | 2012           | Windows, PlayStation 3, Xbox 360, PlayStation 4, Xbox One |
| Dishonored 2                         | 2016           | Windows, PlayStation 4, Xbox One                          |
| Prey                                 | 2017           | Windows, PlayStation 4, Xbox One                          |
| Dishonored : La Mort de l'Outsider   | 2017           | Windows, PlayStation 4, Xbox One                          |
| Wolfenstein: Youngblood              | 2019           | Windows, PlayStation 4, Xbox One, Nintendo Switch         |
| Wolfenstein: Cyberpilot              | 2019           | Windows, PlayStation 4                                    |
| Deathloop                            | 2021           | Windows, PlayStation 5, Xbox Series                       |
| Redfall                              | 2023           | Windows, Xbox Series                                      |
| Marvel's Blade                       | À venir        | À venir                                                   |

## Image publique
Les productions des studios Arkane sont généralement très bien reçues par la critique, et obtiennent à plusieurs reprises des récompenses dans les cérémonies de l'industrie du jeu vidéo. À sa sortie en septembre 2021, la production lyonnaise Deathloop est ainsi un grand succès critique, loué pour l'originalité de son concept de boucle temporelle et pour le raffinement de sa direction artistique, qui lui valent d'ailleurs d'être le jeu avec le plus de nominations aux Game Awards 2021, où il remporte les prix de la meilleure réalisation et de la meilleure direction artistique,. Lors de la cérémonie des équivalents français des Game Awards, les Pégases, Deathloop vaut à son studio de remporter la victoire dans cinq catégories (meilleur jeu, prix de l’excellence visuelle, meilleur game design, meilleur univers de jeu vidéo, et prix du public) ainsi que le titre de « personnalité de l'année » qui est attribué à Dinga Bakaba, réalisateur du jeu ainsi que co-dirigeant du studio lyonnais.